# Château de Sainte-Anne (Tarn)
Pour les articles homonymes, voir Château de Sainte-Anne (homonymie).
Le château de Sainte-Anne est un château situé sur la commune de Fiac, dans le Tarn (France). C'est aujourd'hui un centre post-cure de soins psychiatriques.

## Historique
Le château de Saint-Anne est sûrement édifié au cours du XIXe siècle. Il appartient à la famille Jacobé de Naurois, famille de la petite noblesse régionale, et Louise Jacobé de Naurois y né le 25 août 1878.
Le château appartient aujourd'hui à l'État français, et accueille un centre psychiatrique depuis la moitié du XXe siècle. C'est précisément aujourd'hui une unité de réhabilitation psychosociale dépendant du centre hospitalier de Lavaur.

## Architecture
Outre de nombreuses dépendances, le château de Sainte-Anne en lui-même est un rectangle orienté sud-est/nord-ouest. Il s'élève sur deux étages, en plus de soubassements et d'un étage sous-combles ouverts par des lucarnes. Les façades sont enduites de blancs et les toitures sont d'ardoises. L'édifice est flanquée en ses quatre angles de tours carrées en décrochement, dont les toitures sont à hauteur de celle du logis. Ces tours encadrent des terrasses au premier étage. Les façades principales se découpent en 6 travées régulières (seulement quatre pour l'étage sous combles) et on accède à l'entrée via un grand perron à double escalier. La façade nord qui s'ouvre sur le parc est précédée d'une grande terrasse à balustrade.
On trouve une chapelle dans l'édifice.